# Carlo Levi
Ne doit pas être confondu avec Primo Levi.
Pour les articles homonymes, voir Levi.
Carlo Levi (né le 29 novembre 1902 à Turin et mort le 4 janvier 1975 à Rome) est un écrivain, médecin, peintre, journaliste et homme politique italien.

## Biographie

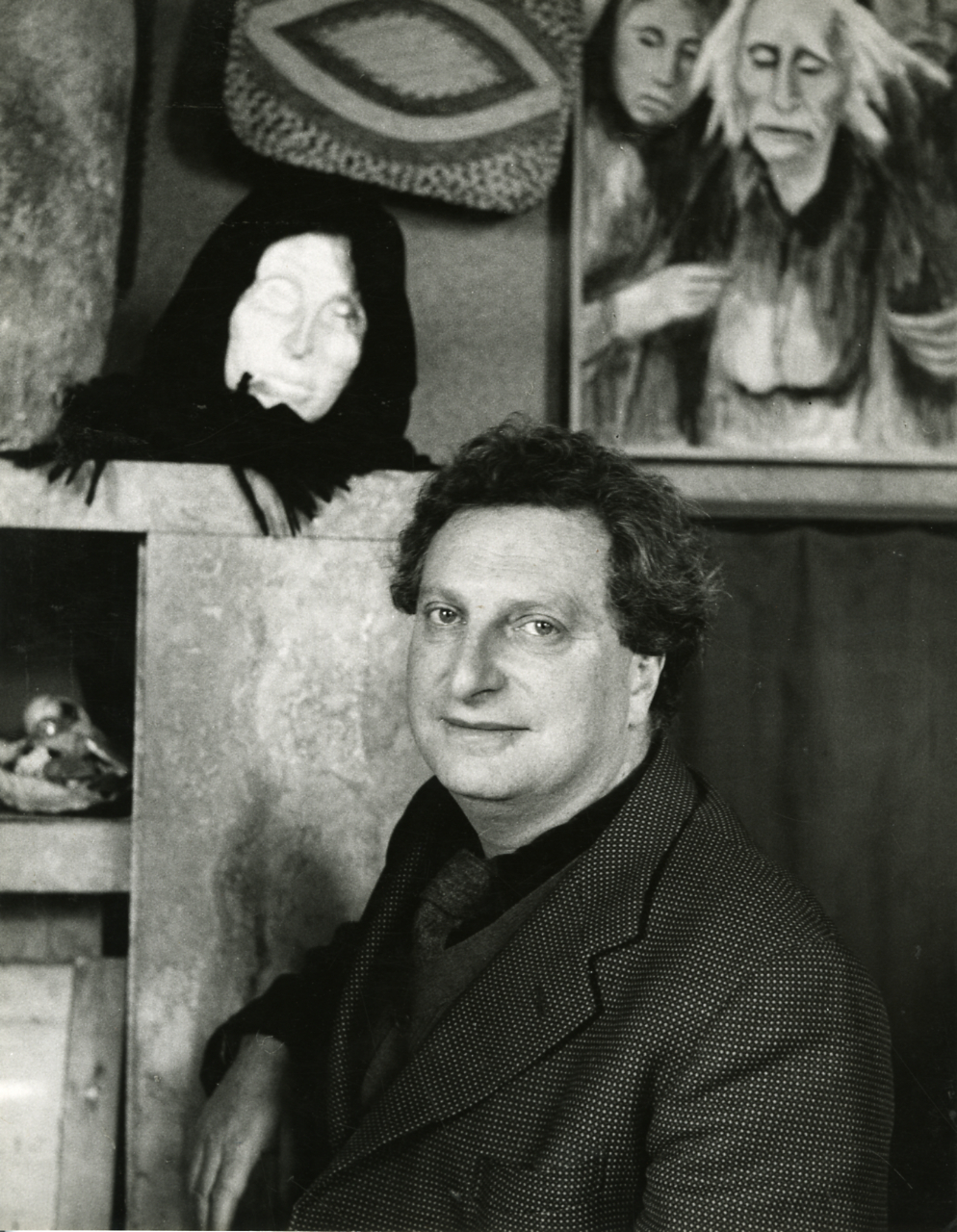
Carlo Levi en 1955. Photo par Paolo Monti (Fondo Paolo Monti, BEIC).

Carlo Levi est né à Turin de Ercole Levi, médecin d'origine juive et d'Annetta Treves, la sœur de Claudio Treves (it).
Il étudie la médecine et reçoit son diplôme de l'université de Turin en 1924. Il n'a cependant pas pratiqué la médecine, choisissant de devenir peintre et de poursuivre une activité politique commencée à l'université où il a eu comme ami Piero Gobetti.
En 1929, il participe au mouvement anti-fasciste Giustizia e Libertà créé par Nello et Carlo Rosselli et il devient l'un des chefs de la branche italienne avec Leone Ginzburg, un juif russe d'Odessa qui avait émigré avec ses parents en Italie.
Adversaire du fascisme, il devient également membre du Parti d'action. Arrêté en 1935, il est condamné par le régime au confino (résidence surveillée) dans une région désolée du Mezzogiorno, à Grassano, puis à Aliano, en Basilicate, expérience dont il tirera le livre Le Christ s'est arrêté à Eboli, publié après guerre en 1945, et qui marqua profondément sa peinture.
Retrouvant sa liberté, il part en France et y vit de 1939 à 1941. En 1941, de retour en Italie, il est arrêté à Florence et emprisonné dans la prison de Murate (it). Il est libéré après l'arrestation de Benito Mussolini et cherche refuge dans le palais Pitti, où il a écrit son ouvrage Cristo si è fermato a Eboli.
Après la Seconde Guerre mondiale, il s'installe à Rome où il devient pendant un certain temps rédacteur de Italia libera, la publication du Partito d'Azione, une organisation anti-fasciste.
Il continue d'écrire et de peindre, exposant en Europe et aux États-Unis. Ses écrits se composent de L'orologio (« La Montre ») (1950), Le parole sono pietre  (« Les mots sont des pierres ») (1955). Dans ce livre, il décrit la misère paysanne de la Sicile dans les années 1952-1955 et le pouvoir de la mafia. Il y fait le portrait de Francesca Serio, première femme à avoir intenté un procès à la mafia sicilienne. En 1956, paraît Il futuro ha un cuore antico (« Le futur a un cœur antique »).
En 1963, il est élu au Sénat en tant qu'indépendant, sous l'étiquette du Parti Communiste, et réélu en 1968.
Il apparaît dans le documentaire, Les Écrivains italiens et l'Italie des écrivains : ombres et questions, Italiques.
Il meurt d'une pneumonie à Rome le 4 janvier 1975, mais ses dernières volontés sont d'être inhumé à Aliano (qui devient Gagliano dans son livre le plus connu). La maison qu'il y occupa peut encore être visitée.

## Ouvrages
- Cristo si è fermato a Eboli, Einaudi, Turin, 1945 ;
- Paura della libertà, Turin, 1946 ;
- L'orologio, Turin, 1950 ;
- Le parole sono pietre, Turin, 1955 ;
- II futuro ha un cuore antico, Turin, 1956 ;
- La doppia notte dei tigli, Turin, 1959 ;
- Un volto che ci somiglia, Turin 1960 ;
- Tutto il miele è finito, Turin, 1964 ;
- Quaderno a cancelli, sous la direction de A. Marcovecchio et L. Saba, Turin, 1979.

### Traductions en français
- Le Christ s'est arrêté à Eboli, trad. fr. Jeanne Modigliani, Gallimard, 1948, réédité en collection Folio en 1977 et 2001  (ISBN 2-07-036954-4) (Cristo si è fermato a Eboli) ;
- La Montre, trad. fr. Jean-Claude Ibert, Gallimard, coll. NRF, 1952 (L'orologio) ;
- La Peur de la Liberté, trad. fr. Jean-Claude Ibert, éd. Gallimard, coll. NRF, 1955 ; rééd. Éditions la Tempête, préf. Giorgio Agamben, trad. fr. Adrien Fischer, 192 p., 2021  (ISBN 979-1094512173)  (Paura della libertà) ;
- Les Mots sont des pierres - Voyages en Sicile, trad. fr. Laura Brignon, Nous , 240 p., 2015 (Le parole sono pietre)  (ISBN 978-2370840561) ;
- Tout le miel est fini - Voyages en Sardaigne, trad. fr. Francis Pascal, éd. Nous, 132 p., 2017 (Tutto il miele è finito)  (ISBN 978-2370840394) ;
- Rome fugitive, trad. fr. Angela Guidi & Emmanuel Laugier, préf. Giulio Ferroni, , éd. Nous, 187 p., 2023 (Roma fuggitiva)  (ISBN 978-2370841155).

## Œuvres picturales
Conservées au Centro Carlo Levi de Matera, à proximité d'Aliano, et à la Fondation Carlo Levi de Rome :
- Le Chemin vers les grottes de San Giovanni in Grassano (1935), huile sur toile de 74 × 93 cm, datée au dos (9 septembre 1935), Rome, Fondation Carlo Levi.